# Tây Sơn, Kiến Xương
Tây Sơn là một xã thuộc huyện Kiến Xương, tỉnh Thái Bình, Việt Nam.
Tên của xã được ghép từ tên của hai xã cũ là Vũ Tây và Vũ Sơn.

## Địa lý
Xã Tây Sơn nằm ở phía tây bắc huyện Kiến Xương, có vị trí địa lý:
- Phía đông giáp xã An Bình và xã Bình Nguyên
- Phía tây giáp thành phố Thái Bình
- Phía nam giáp xã Vũ Lễ
- Phía bắc giáp huyện Đông Hưng.

Xã Tây Sơn có diện tích 9,74 km², dân số năm 2019 là 11.872 người, mật độ dân số đạt 1.219 người/km².

## Lịch sử
Địa bàn xã Tây Sơn hiện nay trước đây vốn là hai xã Vũ Tây và Vũ Sơn thuộc huyện Kiến Xương.
Trước khi sáp nhập, xã Vũ Tây có diện tích 7,04 km², dân số trên 10.000 người, mật độ dân số đạt 1.420 người/km². Xã Vũ Sơn có diện tích 2,70 km², dân số là 2.734 người, mật độ dân số đạt 1.013 người/km².
Ngày 11 tháng 2 năm 2020, Ủy ban Thường vụ Quốc hội ban hành Nghị quyết số 892/NQ-UBTVQH14 về việc sắp xếp các đơn vị hành chính cấp xã thuộc tỉnh Thái Bình (nghị quyết có hiệu lực từ ngày 1 tháng 3 năm 2020). Theo đó, sáp nhập toàn bộ diện tích và dân số của hai xã Vũ Tây và Vũ Sơn thành xã Tây Sơn.